# Franz Strasser (NS-Funktionär)
Franz Xaver Strasser (* 10. September 1899; † 10. Dezember 1945 in Landsberg am Lech) war ein österreichisch-deutscher NSDAP-Kreisleiter, der wegen eines Fliegermordes von einem US-amerikanischen Militärgericht zum Tode verurteilt und hingerichtet wurde.

## Mord an Gefangenen
Am 9. Dezember 1944 tötete Franz Strasser zwei aus einer Gruppe von fünf amerikanischen Fliegersoldaten, deren Maschine bei Zartlesdorf (Landkreis Kaplitz, heute Tschechien) notgelandet war. Für den Tod der anderen drei soll ein Hauptmann Lindemeyer, der später Selbstmord verübte, unmittelbar verantwortlich sein. Es ist nach dem Urteil anzunehmen, dass die Initiative für die Tat ursprünglich von Lindemeyer ausging.
Alle fünf Piloten hatten sich zuvor ergeben und befanden sich bereits auf dem Transport mit einem LKW nach Kaplitz. Franz Strasser fuhr dem LKW mit mehreren Personen im Auto voraus. Der Hauptmann Lindemeyer folgte dem LKW mit einem Fahrzeug, das von einem Fahrer gesteuert wurde. Strasser stoppte den Konvoi auf einem Hügel vor Kaplitz. Als Strasser sich dem LKW näherte, fielen Schüsse. Strasser gab zu, einen oder zwei Amerikaner getötet zu haben.
Franz Strasser tötete die Männer mit einer Thompson-Maschinenpistole.

## Prozess und Tod
Am 22. Oktober 1945 stand Strasser vor Gericht. Er wurde für schuldig befunden, zum Tod verurteilt und am 10. Dezember 1945 im Kriegsverbrechergefängnis Landsberg gehängt.